# Giovanni Ordelaffi, di Francesco II
Giovanni Ordelaffi (Forlì, ... – 1354 circa) è stato un condottiero italiano.

## Biografia
Poche notizie storiche si hanno di Giovanni, figlio di Francesco II Ordelaffi, signore di Forlì, e di Marzia degli Ubaldini detta "Cia".
Venne armato cavaliere a Forlì nel 1347 dal re di Ungheria Luigi I. 
Incerta la sua partecipazione alla Crociata contro i Forlivesi: secondo alcuni nel 1357 assisté la madre Cia nella difesa di Bertinoro contro il cardinale condottiero Egidio Albornoz; secondo altri era invece già morto fin dal 1354-1355.

## Discendenza
Sposò nel 1347 Taddea Malatesta (?-30 giugno 1363), figlia di Malatesta III Malatesta signore di Rimini, da cui ebbe tre figli:
- Pino II (?-1402), signore di Forlì
- Elisabetta (?-1396), sposò Francesco Fogliani
- Francesco III (1349-1405), signore di Forlì